# Predators
|  | For alternative betydninger, se Predator |
Predators er en amerikansk science-fiction gyserfilm fra 2010, instrueret af Nimrod Antal. I hovedrollerne ses Adrien Brody, Laurence Fishburne, Topher Grace, Alice Braga, Danny Trejo og Derek Mears som den "Klassiske Predator". Filmen er en efterfølger til Predator (1987) og Predator 2 (1990). Produceren Robert Rodriguez, har udtalt at han kaldte filmen "Predators" i forhold til, hvordan den anden film i Alien-franchisen blev kaldt Aliens. Titlen Predators er bestemt til at have en dobbelt betydning, idet den henviser til både filmens fremmede væsener, såvel som gruppen af mennesker, som går imod dem.

## Medvirkende
- Adrien Brody – Royce
- Topher Grace – Edwin
- Danny Trejo – Cuchillo
- Alice Braga – Isabelle
- Mahershalalhashbaz Ali – Mombasa
- Oleg Taktarov – Nikolai
- Walton Goggins – Stans
- Louis Ozawa Changchien – Hanzo
- Laurence Fishburne – Noland
- Brian Steele – Black Super Predator
- Derek Mears – Predator
- Carey Jones – Super Predator